# Sine Christiansen
Sine Toft Christiansen (født 31. januar 1985 i Hadsund) er en dansk roer. Hun har været aktiv i mange år i gennem Hadsund Roklub

## Mesterskaber
- Junior-VM i Trakai 2002 – dobbeltfirer: 18. plads
- Junior-VM i Athen 2003 – dobbeltfirer: 18. plads
- U/23-VM i Amsterdam 2005 – letvægtsculler: 7. plads
- VM i Eton 2006 – letvægtsdobbeltfirer: 2. plads
- U/23-VM i Glasgow 2007 – dobbeltletvægtsculler: 2. plads
- EM i Poznan 2007 – letvægtsdobbeltsculler: 5. plads
- VM i Linz 2008 – Letvægtsinglesculler: 12. plads